# Rachiv (gemeente)
De stadsgemeente Rachiv (Oekraïens: Рахівська міська територіальна громада; geromaniseerd: Rakhivska miska terytorialna hromada) is gelegen in het Oblast Transkarpatië in Oekraïne. De Oekraïense gemeente of hromada is ontstaan in 2020 tijdens de laatste bestuurlijke herindeling van het Oblast.
De Oekraïense stadsgemeente bestaat uit de stad Rachiv, tevens de hoofdplaats van het gelijknamige rajon Rachiv.
Daarnaast zijn er 6 dorpen binnen de gemeente (tussen haakjes de Cyrilische schrijfwijze en de Hongaarse plaatsnaam):
- Bilin (Білин, Bilin)
- Chmeliv (Хмелів, Komlós )
- Dilove (Ділове, Terebesfejérpatak)
- Kostylivka (Костилівка, Barnabás)
- Kruhyli (Круглий, Körtelep)
- Vilchovatj (Вільховатий, Kiscserjés)

De gemeente heeft een oppervlakte van 252,5 km² en telde in 2023 23.601 inwoners.